# كيستون (فرجينيا الغربية)
كيستون (بالإنجليزية: Keystone, West Virginia) هي مدينة تقع في الولايات المتحدة في McDowell County. يقدر عدد سكانها بـ 282 نسمة ومساحتها 0.83 كم2 وترتفع عن سطح البحر 497 متر.

## التركيبة السكانية
قام مكتب تعداد الولايات المتحدة بتحديد بيانات التركيبة السكانية لكيستون في تعداد الولايات المتحدة. في ما يلي، التركيبة السكانية حسب تعدادي 2000 و2010.

### تعداد عام 2000
بلغ عدد سكان كيستون 453 نسمة بحسب تعداد عام 2000، وبلغ عدد الأسر 203 أسرة وعدد العائلات 120 عائلة مقيمة في المدينة. في حين سجلت الكثافة السكانية 1,397.1 نسمة لكل ميل مربع (539.4/كم2). وبلغ عدد الوحدات السكنية 236 وحدة بمتوسط كثافة قدره 727.8 نسمة لكل ميل مربع (281.0/كم2).
وتوزع التركيب العرقي للمدينة بنسبة 24.50% من البيض و 0.44% من الأمريكيين الأصليين و 72.85% من الأمريكيين الأفارقة و 1.99% من عرقين مختلطين أو أكثر.
بلغ عدد الأسر 203 أسرة كانت نسبة 27.1% منها لديها أطفال تحت سن الثامنة عشر تعيش معهم، وبلغت نسبة الأزواج القاطنين مع بعضهم البعض 25.6% من أصل المجموع الكلي للأسر، ونسبة 29.6% من الأسر كان لديها معيلات من الإناث دون وجود شريك، وكانت نسبة 40.4% من غير العائلات. تألفت نسبة 38.9% من أصل جميع الأسر من أفراد ونسبة 19.7% كانوا يعيش معهم شخص وحيد يبلغ من العمر 65 عاماً فما فوق. وبلغ متوسط حجم الأسرة المعيشية 2.93، أما متوسط حجم العائلات فبلغ 2.23.
بلغ العمر الوسطي للسكان 40 عاماً. وكانت نسبة 27.2% من القاطنين تحت سن الثامنة عشر، وكانت نسبة 7.7% بين الثامنة عشر والأربعة وعشرون عاماً، ونسبة 21.4% كانت واقعةً في الفئة العمرية ما بين الخامسة والعشرون حتى والأربعة وأربعون عاماً، ونسبة 21.6% كانت ما بين الخامسة والأربعون حتى الرابعة والستون، ونسبة 22.1% كانت ضمن فئة الخامسة والستون عاماً فما فوق. يوجد لكل 100 أنثى 70.3 ذكر، ويوجد لكل 100 أنثى في الثامنة عشر من عمرها فما فوق 68.4 ذكر.
بلغ متوسط دخل الأسرة في المدينة 10,417 دولار، أما متوسط دخل العائلة فبلغ 12,639 دولار. وكان متوسط دخل الذكور 14,167 دولار مقابل 18,750 دولار للإناث. وكانت نسبة 48.8% من العائلات ونسبة 46.3% من السكان تحت خط الفقر، وكان من هؤلاء نسبة 63.8% تحت سن الثامنة عشر ونسبة 25.5% في الخامسة والستين من العمر وما فوق.

### تعداد عام 2010
بلغ عدد سكان كيستون 282 نسمة بحسب تعداد عام 2010، وبلغ عدد الأسر 122 أسرة وعدد العائلات 74 عائلة مقيمة في المدينة. في حين سجلت الكثافة السكانية 881.3 نسمة لكل ميل مربع (340.3/كم2). وبلغ عدد الوحدات السكنية 183 وحدة بمتوسط كثافة قدره 571.9 لكل ميل مربع (220.8/كم2).
وتوزع التركيب العرقي للمدينة بنسبة 34.4% من البيض و 0.4% من الأمريكيين ذوي الأصول الآسيوية و 65.2% من الأمريكيين الأفارقة.
بلغ عدد الأسر 122 أسرة كانت نسبة 32.8% منها لديها أطفال تحت سن الثامنة عشر تعيش معهم، وبلغت نسبة الأزواج القاطنين مع بعضهم البعض 28.7% من أصل المجموع الكلي للأسر، ونسبة 25.4% من الأسر كان لديها معيلات من الإناث دون وجود شريك، بينما كانت نسبة 6.6% من الأسر لديها معيلون من الذكور دون وجود شريكة وكانت نسبة 39.3% من غير العائلات. تألفت نسبة 36.1% من أصل جميع الأسر من أفراد ونسبة 13.1% كانوا يعيش معهم شخص وحيد يبلغ من العمر 65 عاماً فما فوق. وبلغ متوسط حجم الأسرة المعيشية 2.95، أما متوسط حجم العائلات فبلغ 2.31.
بلغ العمر الوسطي للسكان 38 عاماً. وكانت نسبة 23.4% من القاطنين تحت سن الثامنة عشر، وكانت نسبة 9.3% بين الثامنة عشر والأربعة وعشرون عاماً، ونسبة 23% كانت واقعةً في الفئة العمرية ما بين الخامسة والعشرون حتى والأربعة وأربعون عاماً، ونسبة 31.9% كانت ما بين الخامسة والأربعون حتى الرابعة والستون، ونسبة 12.4% كانت ضمن فئة الخامسة والستون عاماً فما فوق. وتوزع التركيب الجنسي للسكان بنسبة 41.5% ذكور و58.5% إناث.